# Muzart
Der Muzart (chinesisch 木扎尔特河, Pinyin Mùzāěrtè Hé) auch Muzat genannt (木扎提河,  Mùzātí Hé; russisch Музарт) ist ein Fluss im Regierungsbezirk Aksu in Xinjiang (VR China).
Der Muzart wird vom Muzartgletscher gespeist. Weiter nördlich liegt der 3559 m hohe Muzart-Pass. Der Muzart fließt in südlicher Richtung durch den Tian Shan. Dabei entwässert er ein stark vergletschertes Gebiet, das bis zur kasachischen Grenze reicht. Nach etwa 60 km erreicht der Fluss das Tarimbecken und wendet sich in Richtung Ostsüdost. Er bildet einen Schwemmkegel aus. Sein Wasser wird zur Bewässerung der umliegenden landwirtschaftlich genutzten Flächen verwendet. Die Kezi'er-Talsperre staut den Fluss bei Flusskilometer 200 auf. Unterhalb der Talsperre durchbricht der Fluss einen Höhenrücken in südlicher Richtung. 25 km westlich der Stadt Kuqa erreicht der Muzart das eigentliche Tarimbecken. Hier wird er erneut aufgestaut. Unterhalb des Staudamms wird das Flusswasser in zahlreiche Bewässerungskanäle und Flussarme aufgeteilt. Der Flussarm Weigan verläuft noch 100 km in südlicher Richtung. Historisch war der Muzart ein Zufluss des Tarim.